# Station Ścinawka Średnia
Station Ścinawka Średnia is een spoorwegstation in de Poolse plaats Ścinawka Średnia.